# Xian de Linzhang
Le xian de Linzhang (临漳县 ; pinyin : Línzhāng Xiàn) est un district administratif de la province du Hebei en Chine. Il est placé sous la juridiction de la ville-préfecture de Handan.

## Démographie
La population du district était de 559 662 habitants en 1999.